# Receveur général de la province du Canada
Le receveur général de la province du Canada est un membre du conseil exécutif de la province du Canada.

## Histoire
Le poste a pour prédécesseur celui de receveur général du Bas-Canada et receveur général du Haut-Canada. Il a pour successeur celui de receveur général du Canada.

## Liste des titulaires
- 7 août 1865 au 30 juin 1867 : Narcisse-Fortunat Belleau
- 30 mars 1864 au 30 juillet 1865 : Étienne-Paschal Taché
- 14 mai 1863 au 21 mars 1864 : William Pearce Howland
- mars 1863 au 14 mai 1863 : Adam Johnston Fergusson Blair
- 1862 : John Carling
- 1858 à 1862 : George Sherwood
- 6 août 1858 : John Rose
- 2 août 1858 au 5 août 1858 : François-Xavier Lemieux
- 2 février 1858 au 2 août 1858 : John Ross
- 24 mai 1856 à février 1858 : Joseph Curran Morrison
- 27 novembre 1849 au 23 mai 1856 : Étienne-Paschal Taché
- 1847 à 1848 : John A. Macdonald